# La Trinité (Manche)
Trinité – miejscowość i gmina we Francji, w regionie Normandia, w departamencie Manche.
Według danych na rok 1990 gminę zamieszkiwało 309 osób, a gęstość zaludnienia wynosiła 34 osoby/km² (wśród 1815 gmin Dolnej Normandii Trinité plasuje się na 587. miejscu pod względem liczby ludności, natomiast pod względem powierzchni na miejscu 565.).